# A28 (Zwitserland)
De A28 in Zwitserland is een 34 km lange geplande autoweg, die loopt vanaf de A13 bij Landquart tot aan de autotrein bij Klosters. Op dit moment betreft het een weg met gelijkvloerse kruispunten. Tussen 2010 en 2014 is de opening gepland van de nieuwe autoweg. Al dan niet deels met gescheiden rijbanen, en ongelijkvloerse kruispunten. De weg is onderdeel van de Nationaalstrasse 28 (N28).